# Calloarca tamikoae
Calloarca tamikoae is een tweekleppigensoort uit de familie van de Arcidae. De wetenschappelijke naam van de soort is voor het eerst geldig gepubliceerd in 1969 door Sakurai.